# Мюлуз (футбольный клуб)
«Мюлу́з» — французский футбольный клуб из одноимённого города, в настоящий момент существует в качестве любительского клуба, и выступает в пятом по силе дивизионе Франции. Клуб был основан в 1893 году, является вторым по старшинству после «Гавра» существующим французским футбольным клубом. Домашние матчи проводит на арене «Стад де Льилл», вмещающей 11 300 зрителей. В Лиге 1 «Мюлуз» провёл в общей сложности шесть сезонов, последним из которых на сегодня является сезон 1989/90. Лучшим результатом в чемпионатах Франции является для «Мюлуза» шестое место в сезоне 1934/35.